# Pascal Simpson
Pascal "Pagge" Simpson (Lomé, Togo, 4 de mayo de 1971) es un exfutbolista y actual entrenador togoleño nacionalizado sueco. Se desempeñaba en la posición de delantero.

## Selección nacional
Fue internacional con la selección de fútbol de Suecia en 2 ocasiones y no marcó goles.

### Participaciones en Juegos Olímpicos
| Mundial                         | Sede   | Resultado        |
| ------------------------------- | ------ | ---------------- |
| Juegos Olímpicos Barcelona 1992 | España | Cuartos de final |

## Clubes
| Club           | País      | Año         |
| -------------- | --------- | ----------- |
| Ekerö          | Suecia    | 1978 - 1983 |
| Brommapojkarna | Suecia    | 1984 - 1990 |
| AIK Estocolmo  | Suecia    | 1991 - 1998 |
| Valerenga      | Noruega   | 1998 - 2000 |
| FC Copenhague  | Dinamarca | 2001 - 2002 |
| Halmstad       | Suecia    | 2002        |
| FC Copenhague  | Dinamarca | 2002 - 2003 |

## Palmarés

### Campeonatos nacionales
| Título                 | Club          | País      | Año         |
| ---------------------- | ------------- | --------- | ----------- |
| Mästerskapsserien      | AIK Estocolmo | Suecia    | 1992        |
| Copa de Suecia         | AIK Estocolmo | Suecia    | 1995 - 1996 |
| Copa de Suecia         | AIK Estocolmo | Suecia    | 1996 - 1997 |
| Superliga de Dinamarca | FC Copenhague | Dinamarca | 2000 - 2001 |
| Superliga de Dinamarca | FC Copenhague | Dinamarca | 2002 - 2003 |